# Danh sách huyện và thành phố Indonesia
Dưới đây là danh sách huyện và thành phố ở Indonesia. Cả huyện và thành phố đều là phân cấp hành chính thứ hai của Indonesia, nằm dưới tỉnh, và trên quận.
Ở Indonesia, cả huyện và thành phố đều cùng cấp hành chính, mỗi loại đều có chính quyền địa phương và cơ quan riêng. Điểm khác biệt giữa huyện và thành phố là nhân khẩu và nền kinh tế. Nói chung, một huyện bao gồm vùng đồng quê, vùng lớn hơn thành phố. Một thành phố thường không có hoạt động kinh tế về nông nghiệp.
Một huyện (tiếng Indonesia: kabupaten) đứng đầu là nhiếp chính, còn được gọi là bupati, trong khi một thành phố dẫn đầu là thị trưởng (walikota). Tất cả nhiếp chính, thị trưởng và thành viên đại diện cơ quan được bầu cử trong nhiệm kỳ 5 năm. Tuy nhiên, ở vùng thủ đô đặc biệt Jakarta, thị trưởng và nhiếp chính được chọn bởi thống đốc vùng. Mỗi huyện và thành phố được chia thành nhiều quận còn được gọi là kecamatans.
Dựa vào thi hành phân cấp quản lý bắt đầu từ 1 tháng 1 2001, huyện và thành phố trở thành đơn vị hành chính chịu trách nhiệm cung cấp hầu hết các dịch vụ của chính phủ.
Danh sách dưới đây là nhóm huyện và thành phố ở Indonesia theo tỉnh. Ghi chú rằng mỗi huyện đều có trung tâm hành chính.

## Danh sách huyện và thành phố bởi tỉnh

### Sumatra

#### Khu đặc biệtAceh
| Thứ tự | Huyện          | Thủ đô                |
| ------ | -------------- | --------------------- |
| 1      | Aceh Besar     | Jantho                |
| 2      | Aceh Jaya      | Calang                |
| 3      | Aceh Singkil   | Singkil               |
| 4      | Aceh Tamiang   | Karang Baru           |
| 5      | Bener Meriah   | Simpang Tiga Redelong |
| 6      | Bireuën        | Bireuën               |
| 7      | Central Aceh   | Takengon              |
| 8      | East Aceh      | Langsa                |
| 9      | Gayo Lues      | Blangkejeren          |
| 10     | Nagan Raya     | Suka Makmue           |
| 11     | North Aceh     | Lhoksukon             |
| 12     | Pidie          | Sigli                 |
| 13     | Pidie Jaya     | Meureudu              |
| 14     | Simeulue       | Sinabang              |
| 15     | South Aceh     | Tapaktuan             |
| 16     | Southeast Aceh | Kutacane              |
| 17     | Southwest Aceh | Blangpidie            |
| 18     | West Aceh      | Meulaboh              |
| Thứ tự | Thành phố      | Thành phố             |
| 1      | Banda Aceh     | Banda Aceh            |
| 2      | Langsa         | Langsa                |
| 3      | Lhokseumawe    | Lhokseumawe           |
| 4      | Sabang         | Sabang                |
| 5      | Subulussalam   | Subulussalam          |

#### Bắc Sumatra
| Thứ tự | Huyện                              | Thủ đô              |
| ------ | ---------------------------------- | ------------------- |
| 1      | Asahan                             | Kisaran             |
| 2      | Batubara                           | Limapuluh           |
| 3      | Central Tapanuli (Tapanuli Tengah) | Pandan              |
| 4      | Dairi                              | Sidikalang          |
| 5      | Deli Serdang                       | Lubuk Pakam         |
| 6      | Humbang Hasundutan                 | Dolok Sanggul       |
| 7      | Karo                               | Kabanjahe           |
| 8      | Labuhan Batu                       | Rantau Prapat       |
| 9      | Langkat                            | Stabat              |
| 10     | Mandailing Natal                   | Panyabungan         |
| 11     | Nias                               | Gunungsitoli        |
| 12     | Bắc Labuhan Batu                   | Aek Kanopan         |
| 13     | Bắc Nias                           | Lotu                |
| 14     | Bắc Padang Lawas                   | Gunung Tua          |
| 15     | Bắc Tapanuli                       | Tarutung            |
| 16     | Padang Lawas                       | Sibuhuan            |
| 17     | Pakpak Bharat                      | Salak ! Thứ tựSalak |
| 18     | Samosir                            | Panguruan           |
| 19     | Serdang Bedagai                    | Sei Rampah          |
| 20     | Simalungun                         | Raya                |
| 21     | Nam Labuhan Batu                   | Kota Pinang         |
| 22     | South Nias                         | Teluk Dalam         |
| 23     | Nam Tapanuli                       | Sipirok             |
| 24     | Toba Samosir                       | Balige              |
| 25     | Tây Nias                           | Lahomi              |
| Thứ tự | Thành phố                          | Thành phố           |
| 1      | Binjai                             | Binjai              |
| 2      | Gunungsitoli                       | Gunungsitoli        |
| 3      | Medan                              | Medan               |
| 4      | Padang Sidempuan                   | Padang Sidempuan    |
| 5      | Pematangsiantar                    | Pematangsiantar     |
| 6      | Sibolga                            | Sibolga             |
| 7      | Tanjung Balai                      | Tanjung Balai       |
| 8      | Tebing Tinggi                      | Tebing Tinggi       |

#### Tây Sumatra
| Thứ tự    | Huyện             | Thủ đô          |
| --------- | ----------------- | --------------- |
| 1         | Agam              | Lubuk Basung    |
| 2         | Dharmasraya       | Pulau Punjung   |
| 3         | Lima Puluh Kota   | Sarilamak       |
| 4         | Quần đảo Mentawai | Tuapejat        |
| 5         | Padang Pariaman   | Parit Malintang |
| 6         | Pasaman           | Lubuk Sikaping  |
| 7         | Sijunjung         | Muaro Sijunjung |
| 8         | Solok             | Arosuka         |
| 9         | Nam Pesisir       | Painan          |
| 10        | Nam Solok         | Padang Aro      |
| 11        | Tanah Datar       | Batusangkar     |
| 12        | Tây Pasaman       | Simpang Ampek   |
| Thành phố | Thành phố         | Thành phố       |
| 1         | Bukittinggi       | Bukittinggi     |
| 2         | Padang            | Padang          |
| 3         | Padang Panjang    | Padang Panjang  |
| 4         | Pariaman          | Pariaman        |
| 5         | Payakumbuh        | Payakumbuh      |
| 6         | Sawahlunto        | Sawahlunto      |
| 7         | Solok             | Solok           |

#### Jambi
| Thứ tự | Huyện               | Thủ đô              |
| ------ | ------------------- | ------------------- |
| 1      | Batang Hari         | Muara Bulian        |
| 2      | Bungo               | Bungo ! Thứ tựBungo |
| 3      | Kerinci             | Siulak              |
| 4      | Merangin            | Bangko              |
| 5      | Muaro Jambi         | Sengeti             |
| 6      | Sarolangun          | Sarolangun          |
| 7      | Đông Tanjung Jabung | Kuala Tungkal       |
| 8      | Tây Tanjung Jabung  | Muara Sabak         |
| 9      | Tebo                | Tebo ! Thứ tựTebo   |
| Thứ tự | Thành phố           | Thành phố           |
| 1      | Jambi               | Jambi               |
| 2      | Sungai Penuh        | Sungai Penuh        |

#### Riau
| Thứ tự | Huyện                  | Thủ đô             |
| ------ | ---------------------- | ------------------ |
| 1      | Bengkalis Regency      | Bengkalis          |
| 2      | Indragiri Hilir        | Tembilahan         |
| 3      | Indragiri Hulu Regency | Rengat             |
| 4      | Kampar Regency         | Bangkinang         |
| 5      | Kuantan Singingi       | Teluk Kuantan      |
| 6      | Meranti Islands        | Selat Panjang      |
| 7      | Pelalawan              | Pangkalan Kerinci  |
| 8      | Rokan Hulu             | Pasir Pangaraian   |
| 9      | Rokan Hilir            | Bagansiapiapi      |
| 10     | Siak Regency           | Siak Sri Indrapura |
| Thứ tự | Thành phố              | Thành phố          |
| 1      | Dumai                  | Dumai              |
| 2      | Pekanbaru              | Pekanbaru          |

#### Bengkulu
| Thứ tự | Huyện                     | Thủ đô                      |
| ------ | ------------------------- | --------------------------- |
| 1      | Central Bengkulu          | Karang Tinggi               |
| 2      | Kaur                      | Bintuhan                    |
| 3      | Kepahiang                 | Kepahiang                   |
| 4      | Lebong                    | Muara Aman                  |
| 5      | Muko-Muko                 | Muko-Muko ! Thứ tựMuko-Muko |
| 6      | North Bengkulu            | Argamakmur                  |
| 7      | Rejang Lebong             | Curup                       |
| 8      | Seluma                    | Tais                        |
| 9      | Nam Bengkulu              | Manna ! Thứ tựManna         |
| Thứ tự | Thành phố                 | Thành phố                   |
| 1      | Bengkulu ! Thứ tựBengkulu | Bengkulu ! Thứ tựBengkulu   |

#### Nam Sumatra
| Thứ tự | Huyện                      | Thủ đô              |
| ------ | -------------------------- | ------------------- |
| 1      | Banyuasin                  | Pangkalan Balai     |
| 2      | East Ogan Komering Ulu     | Martapura           |
| 3      | Empat Lawang               | Tebing Tinggi       |
| 4      | Lahat                      | Lahat ! Thứ tựLahat |
| 5      | Muarama Enim               | Muara Enim          |
| 6      | Musi Banyuasin             | Sekayu              |
| 7      | Musi Rawas                 | Muara Beliti Baru   |
| 8      | Bắc Musi Rawas             | Rupit               |
| 9      | Ogan Ilir                  | Indralaya           |
| 10     | Ogan Komering Ilir         | Kayuagung           |
| 11     | Ogan Komering Ulu          | Baturaja            |
| 12     | Penukal Abab Lematang Ilir | Talang Ubi          |
| 13     | South Ogan Komering Ulu    | Muaradua            |
| Thứ tự | Thành phố                  | Thành phố           |
| 1      | Lubuklinggau               | Lubuklinggau        |
| 2      | Pagar Alam                 | Pagar Alam          |
| 3      | Palembang                  | Palembang           |
| 4      | Prabumulih                 | Prabumulih          |

#### Lampung
| Thứ tự | Huyện             | Thủ đô                |
| ------ | ----------------- | --------------------- |
| 1      | Central Lampung   | Gunung Sugih          |
| 2      | East Lampung      | Sukadana              |
| 3      | Mesuji            | Mesuji                |
| 4      | Bắc Lampung       | Kotabumi              |
| 5      | Pesawaran         | Gedong Tataan         |
| 6      | Pringsewu         | Pringsewu             |
| 7      | South Lampung     | Kalianda              |
| 8      | Tanggamus         | Kota Agung            |
| 9      | Tulang Bawang     | Menggala              |
| 10     | Way Kanan         | Blambangan Umpu       |
| 11     | Tây Lampung       | Liwa                  |
| 12     | Tây Pesisir       | Krui                  |
| 13     | Tây Tulang Bawang | Central Tulang Bawang |
| Thứ tự | Thành phố         | Thành phố             |
| 1      | Bandar Lampung    | Bandar Lampung        |
| 2      | Metro             | Metro                 |

#### Quần đảo Bangka-Belitung
| Thứ tự | Huyện          | Thủ đô         |
| ------ | -------------- | -------------- |
| 1      | Bangka         | Sungai Liat    |
| 2      | Belitung       | Tanjung Pandan |
| 3      | Central Bangka | Koba           |
| 4      | East Belitung  | Manggar        |
| 5      | South Bangka   | Toboali        |
| 6      | West Bangka    | Mentok         |
| Thứ tự | Thành phố      | Thành phố      |
| 1      | Pangkal Pinang | Pangkal Pinang |

#### Quần đảo Riau
| Thứ tự | Huyện            | Thủ đô                |
| ------ | ---------------- | --------------------- |
| 1      | Quần đảo Anambas | Tarempa               |
| 2      | Bintan           | Bandar Seri Bentan    |
| 3      | Karimun          | Tanjung Balai Karimun |
| 4      | Lingga           | Daik                  |
| 5      | Natuna           | Ranai                 |
| Thứ tự | Thành phố        | Thành phố             |
| 1      | Batam            | Batam                 |
| 2      | Tanjung Pinang   | Tanjung Pinang        |

### Java

#### Thành phố đặc biệtJakarta
| Thứ tự | Huyện            | Thủ đô           |
| ------ | ---------------- | ---------------- |
| 1      | Kepulauan Seribu | Quần đảo Pramuka |
| Thứ tự | Thành phố        | Thành phố        |
| 1      | Trung Jakarta    | Menteng          |
| 2      | Đông Jakarta     | Jatinegara       |
| 3      | Bắc Jakarta      | Koja             |
| 4      | Nam Jakarta      | Kebayoran Baru   |
| 5      | Tây Jakarta      | Tomang           |

#### Banten
| Thứ tự | Huyện         | Thủ đô        |
| ------ | ------------- | ------------- |
| 1      | Lebak         | Rangkasbitung |
| 2      | Pandeglang    | Pandeglang    |
| 3      | Serang        | Serang        |
| 4      | Tangerang     | Tigaraksa     |
| Thứ tự | Thành phố     | Thành phố     |
| 1      | Cilegon       | Cilegon       |
| 2      | Serang        | Serang        |
| 3      | Tangerang     | Tangerang     |
| 4      | Nam Tangerang | Ciputat       |

#### Trung Java
| Thứ tự | Huyện        | Thủ đô                |
| ------ | ------------ | --------------------- |
| 1      | Banjarnegara | Banjarnegara          |
| 2      | Banyumas     | Purwokerto            |
| 3      | Batang       | Batang ! Thứ tựBatang |
| 4      | Blora        | Blora                 |
| 5      | Boyolali     | Boyolali              |
| 6      | Brebes       | Brebes                |
| 7      | Cilacap      | Cilacap               |
| 8      | Demak        | Demak                 |
| 9      | Grobogan     | Purwodadi             |
| 10     | Jepara       | Jepara                |
| 11     | Karanganyar  | Karanganyar           |
| 12     | Kebumen      | Kebumen               |
| 13     | Kendal       | Kendal                |
| 14     | Klaten       | Klaten                |
| 15     | Kudus        | Kudus                 |
| 16     | Magelang     | Mungkid               |
| 17     | Pati         | Pati                  |
| 18     | Pekalongan   | Kajen                 |
| 19     | Pemalang     | Pemalang              |
| 20     | Purbalingga  | Purbalingga           |
| 21     | Purworejo    | Purworejo             |
| 22     | Rembang      | Rembang               |
| 23     | Semarang     | Ungaran               |
| 24     | Sragen       | Sragen                |
| 25     | Sukoharjo    | Sukoharjo             |
| 26     | Tegal        | Slawi                 |
| 27     | Temanggung   | Temanggung            |
| 28     | Wonogiri     | Wonogiri              |
| 29     | Wonosobo     | Wonosobo              |
| Thứ tự | Thành phố    | Thành phố             |
| 1      | Magelang     | Magelang              |
| 2      | Surakarta    | Surakarta             |
| 3      | Salatiga     | Salatiga              |
| 4      | Semarang     | Semarang              |
| 5      | Pekalongan   | Pekalongan            |
| 6      | Tegal        | Tegal                 |

#### Đông Java
| Thứ tự | Huyện             | Thủ đô                          |
| ------ | ----------------- | ------------------------------- |
| 1      | Bangkalan         | Bangkalan                       |
| 2      | Banyuwangi        | Banyuwangi ! Thứ tựBanyuwangi   |
| 3      | Blitar            | Wlingi                          |
| 4      | Bojonegoro        | Bojonegoro ! Thứ tựBojonegoro   |
| 5      | Bondowoso         | Bondowoso ! Thứ tựBondowoso     |
| 6      | Gresik            | Gresik                          |
| 7      | Jember            | Jember ! Thứ tựJember           |
| 8      | Jombang           | Jombang                         |
| 9      | Kediri            | Pare                            |
| 10     | Lamongan          | Lamongan ! Thứ tựLamongan       |
| 11     | Lumajang          | Lumajang                        |
| 12     | Madiun            | Madiun                          |
| 13     | Magetan           | Magetan ! Thứ tựMagetan         |
| 14     | Malang            | Kepanjen ! Thứ tựKepanjen       |
| 15     | Mojokerto         | Mojokerto                       |
| 16     | Nganjuk           | Nganjuk ! Thứ tựNganjuk         |
| 17     | Ngawi             | Ngawi                           |
| 18     | Pacitan           | Pacitan                         |
| 19     | Pamekasan         | Pamekasan ! Thứ tựPamekasan     |
| 20     | Pasuruan          | Pasuruan                        |
| 21     | Ponorogo          | Ponorogo ! Thứ tựPonorogo       |
| 22     | Probolinggo       | Probolinggo                     |
| 23     | Sampang           | Sampang                         |
| 24     | Sidoarjo          | Sidoarjo ! Thứ tựSidoarjo       |
| 25     | Situbondo         | Situbondo ! Thứ tựSitubondo     |
| 26     | Sumenep           | Sumenep ! Thứ tựSumenep         |
| 27     | Trenggalek        | Trenggalek ! Thứ tựTrenggalek   |
| 28     | Tuban             | Tuban ! Thứ tựTuban             |
| 29     | Tulungagung       | Tulungagung ! Thứ tựTulungagung |
| Thứ tự | Thành phố         | Thành phố                       |
| 1      | Batu ! Thứ tựBatu | Batu ! Thứ tựBatu               |
| 2      | Blitar            | Blitar                          |
| 3      | Kediri            | Kediri                          |
| 4      | Madiun            | Madiun                          |
| 5      | Malang            | Malang                          |
| 6      | Mojokerto         | Mojokerto                       |
| 7      | Pasuruan          | Pasuruan                        |
| 8      | Probolinggo       | Probolinggo                     |
| 9      | Surabaya          | Surabaya                        |

#### Vùng đặc biệt Yogyakarta
| Thứ tự | Huyện        | Thủ đô     |
| ------ | ------------ | ---------- |
| 1      | Bantul       | Bantul     |
| 2      | Gunung Kidul | Wonosari   |
| 3      | Kulon Progo  | Wates      |
| 4      | Sleman       | Sleman     |
| Thứ tự | Thành phố    | Thành phố  |
| 1      | Yogyakarta   | Yogyakarta |

### Quần đảo Sunda Nhỏ

#### Bali
| Thứ tự | Huyện      | Thủ đô     |
| ------ | ---------- | ---------- |
| 1      | Badung     | Mangupura  |
| 2      | Bangli     | Bangli     |
| 3      | Buleleng   | Singaraja  |
| 4      | Gianyar    | Gianyar    |
| 5      | Jembrana   | Negara     |
| 6      | Karangasem | Amlapura   |
| 7      | Klungkung  | Semarapura |
| 8      | Tabanan    | Tabanan    |
| Thứ tự | Thành phố  | Thành phố  |
| 1      | Denpasar   | Denpasar   |

#### Tây Nusa Tenggara
| No     | Huyện                   | Thủ đô                  |
| ------ | ----------------------- | ----------------------- |
| 1      | Bima                    | Woha                    |
| 2      | Central Lombok          | Praya                   |
| 3      | Dompu                   | Dompu                   |
| 4      | East Lombok             | Selong                  |
| 5      | North Lombok            | Tanjung                 |
| 6      | Sumbawa                 | Sumbawa Besar           |
| 7      | West Lombok             | Gerung                  |
| 8      | West Sumbawa            | Taliwang                |
| Thứ tự | Thành phố               | Thành phố               |
| 1      | Mataram ! Thứ tựMataram | Mataram ! Thứ tựMataram |
| 2      | Bima                    | Bima                    |

| Thứ tự | Huyện               | Thủ đô      |
| ------ | ------------------- | ----------- |
| 1      | Alor                | Kalabahi    |
| 2      | Belu                | Atambua     |
| 3      | Trung Sumba         | Waibakul    |
| 4      | Đông Flores         | Larantuka   |
| 5      | Đông Manggarai      | Borong      |
| 6      | Đông Sumba          | Waingapu    |
| 7      | Ende                | Ende        |
| 8      | Kupang              | Oelamasi    |
| 9      | Lembata             | Lewoleba    |
| 10     | Malaka              | Betun       |
| 11     | Manggarai           | Ruteng      |
| 12     | Nagekeo             | Mbay        |
| 13     | Ngada               | Bajawa      |
| 14     | North Central Timor | Kefamenanu  |
| 15     | Rote Ndao           | Baa         |
| 16     | Sabu Raijua         | West Savu   |
| 17     | Sikka               | Maumere     |
| 18     | South Central Timor | Soe         |
| 19     | Southwest Sumba     | Tambolaka   |
| 20     | Tây Manggarai       | Labuan Bajo |
| 21     | Tây Sumba           | Waikabubak  |
| Thứ tự | Thành phố           | Thành phố   |
| 1      | Kupang              | Kupang      |

### Kalimantan

#### Tây Kalimantan
| Thứ tự | Huyện       | Thủ đô                        |
| ------ | ----------- | ----------------------------- |
| 1      | Bengkayang  | Bengkayang ! Thứ tựBengkayang |
| 2      | Kapuas Hulu | Putussibau                    |
| 3      | Bắc Kayong  | Sukadana                      |
| 4      | Ketapang    | Ketapang                      |
| 5      | Kubu Raya   | Sungai Raya                   |
| 6      | Landak      | Ngabang                       |
| 7      | Melawi      | Nanga Pinoh                   |
| 8      | Pontianak   | Mempawah                      |
| 9      | Sambas      | Sambas                        |
| 10     | Sanggau     | Sanggau                       |
| 11     | Sekadau     | Sekadau                       |
| 12     | Sintang     | Sintang                       |
| Thứ tự | Thành phố   | Thành phố                     |
| 1      | Pontianak   | Pontianak                     |
| 2      | Singkawang  | Singkawang                    |

#### Nam Kalimantan
| Thứ tự | Huyện             | Thủ đô                    |
| ------ | ----------------- | ------------------------- |
| 1      | Balangan          | Paringin                  |
| 2      | Banjar            | Martapura                 |
| 3      | Barito Kuala      | Marabahan                 |
| 4      | Trung Hulu Sungai | Barabai                   |
| 5      | Kotabaru          | Kotabaru ! Thứ tựKotabaru |
| 6      | Bắc Hulu Sungai   | Amuntai                   |
| 7      | South Hulu Sungai | Kandangan                 |
| 8      | Tabalong          | Batulicin                 |
| 9      | Tanah Laut        | Tanjung                   |
| 10     | Tanah Bumbu       | Pelaihari                 |
| 11     | Tapin             | Rantau                    |
| Thứ tự | Thành phố         | Thành phố                 |
| 1      | Banjarbaru        | Banjarbaru                |
| 2      | Banjarmasin       | Banjarmasin               |

#### Trung Kalimantan
| Thứ tự | Huyện             | Thủ đô                            |
| ------ | ----------------- | --------------------------------- |
| 1      | Đông Barito       | Tamiang                           |
| 2      | Đông Kotawaringin | Sampit                            |
| 3      | Gunung Mas        | Kuala Kurun                       |
| 4      | Kapuas            | Kapuas ! Thứ tựKapuas             |
| 5      | Katingan          | Kasongan                          |
| 6      | Lamandau          | Nanga Bulik                       |
| 7      | Murung Raya       | Puruk Cahu                        |
| 8      | Bắc Barito        | Muarateweh                        |
| 9      | Pulang Pisau      | Pulang Pisau ! Thứ tựPulang Pisau |
| 10     | Sukamara          | Sukamara                          |
| 11     | Seruyan           | Kuala Pembuang                    |
| 12     | Nam Barito        | Buntok                            |
| 13     | Tây Kotawaringin  | Pangkalan Bun                     |
| Thứ tự | Thành phố         | Thành phố                         |
| 1      | Palangkaraya      | Palangkaraya                      |

#### Đông Kalimantan
| Thứ tự | Huyện             | Thủ đô        |
| ------ | ----------------- | ------------- |
| 1      | Berau             | Tanjung Redeb |
| 2      | Đông Kutai        | Sangatta      |
| 3      | Kutai Kartanegara | Tenggarong    |
| 4      | Mahakam Ulu       | Ujoh Bilang   |
| 5      | Bắc Penajam Paser | Penajam       |
| 6      | Paser             | Tanah Grogot  |
| 7      | Tây Kutai         | Sendawar      |
| Thứ tự | Thành phố         | Thành phố     |
| 1      | Balikpapan        | Balikpapan    |
| 2      | Bontang           | Bontang       |
| 3      | Samarinda         | Samarinda     |

#### Bắc Kalimantan
| Thứ tự | Huyện       | Thủ đô        |
| ------ | ----------- | ------------- |
| 1      | Bulungan    | Tanjung Selor |
| 2      | Malinau     | Malinau       |
| 3      | Nunukan     | Nunukan       |
| 4      | Tana Tidung | Tidung Pale   |
| Thứ tự | Thành phố   | Thành phố     |
| 1      | Tarakan     | Tarakan       |

### Sulawesi

#### Gorontalo
| Thứ tự | Huyện                       | Thủ đô                      |
| ------ | --------------------------- | --------------------------- |
| 1      | Boalemo                     | Tilamuta                    |
| 2      | Bone Bolango                | Suwawa                      |
| 3      | Gorontalo                   | Limboto                     |
| 4      | Bắc Gorontalo               | Kwandang                    |
| 5      | Pahuwato                    | Marisa                      |
| Thứ tự | Thành phố                   | Thành phố                   |
| 1      | Gorontalo ! Thứ tựGorontalo | Gorontalo ! Thứ tựGorontalo |

#### Nam Sulawesi
| Thứ tự | Huyện               | Thủ đô                  |
| ------ | ------------------- | ----------------------- |
| 1      | Bantaeng            | Bantaeng                |
| 2      | Barru               | Barru                   |
| 3      | Bone                | Watampone               |
| 4      | Bulukumba           | Bulukumba               |
| 5      | East Luwu           | Malili                  |
| 6      | Enrekang            | Enrekang                |
| 7      | Gowa                | Sungguminasa            |
| 8      | Jeneponto           | Bontosunggu             |
| 9      | Luwu                | Belopa                  |
| 10     | Bắc Luwu            | Masamba                 |
| 11     | Bắc Toraja          | Rantepao                |
| 12     | Maros               | Maros                   |
| 13     | Quần đảo Pangkajene | Pangkajene              |
| 14     | Pinrang             | Pinrang                 |
| 15     | Quần đảo Selayar    | Benteng ! Thứ tựBenteng |
| 16     | Sinjai              | Sinjai                  |
| 17     | Sidenreng Rappang   | Sidenreng               |
| 18     | Soppeng             | Watan Soppeng           |
| 19     | Takalar             | Takalar                 |
| 20     | Tana Toraja         | Makale                  |
| 21     | Wajo                | Sengkang                |
| Thứ tự | Thành phố           | Thành phố               |
| 1      | Makassar            | Makassar                |
| 2      | Palopo              | Palopo                  |
| 3      | Pare-Pare           | Pare-Pare               |

#### Tây Sulawesi
| Thứ tự | Huyện           | Thủ đô                |
| ------ | --------------- | --------------------- |
| 1.     | Trung Mamuju    | Tobadak               |
| 2.     | Majene          | Majene                |
| 3.     | Mamasa          | Mamasa                |
| 4.     | Mamuju          | Mamuju ! Thứ tựMamuju |
| 5.     | Bắc Mamuju      | Pasangkayu            |
| 6.     | Polewali Mandar | Polewali              |

#### Đông Nam Sulawesi
| Thứ tự | Huyện          | Thủ đô      |
| ------ | -------------- | ----------- |
| 1      | Bombana        | Rumbia      |
| 2      | Buton          | Bau-Bau     |
| 3      | Đông Kolaka    | Tirawuta    |
| 4      | Kolaka         | Kolaka      |
| 5      | Konawe         | Unaaha      |
| 6      | Konawe Islands | Langara     |
| 7      | Muna           | Raha        |
| 8      | Bắc Buton      | Burangga    |
| 9      | Bắc Kolaka     | Lasusua     |
| 10     | Bắc Konawe     | Wanggudu    |
| 11     | Nam Konawe     | Andolo      |
| 12     | Wakatobi       | Wangi-Wangi |
| Thứ tự | Thành phố      | Thành phố   |
| 1      | Bau-Bau        | Bau-Bau     |
| 2      | Kendari        | Kendari     |

#### Trung Sulawesi
| Thứ tự | Huyện           | Thủ đô                      |
| ------ | --------------- | --------------------------- |
| 1      | Banggai         | Luwuk                       |
| 2      | Banggai Islands | Salakan                     |
| 3      | Buol            | Buol ! Thứ tựBuol           |
| 4      | Banggai Laut    | Banggai ! Thứ tựBanggai     |
| 5      | Donggala        | Donggala ! Thứ tựDonggala   |
| 6      | Morowali        | Bungku                      |
| 6      | North Morowali  | Kolonodale                  |
| 8      | Parigi Moutong  | Parigi                      |
| 9      | Poso            | Poso ! Thứ tựPoso           |
| 10     | Sigi            | Sigi Biromaru               |
| 11     | Tojo Una-Una    | Ampana                      |
| 12     | Toli-Toli       | Toli-Toli ! Thứ tựToli-Toli |
| Thứ tự | Thành phố       | Thành phố                   |
| 1      | Palu            | Palu                        |

#### Bắc Sulawesi
| Thứ tự | Huyện                  | Thủ đô      |
| ------ | ---------------------- | ----------- |
| 1      | Bolaang Mongondow      | Lolak       |
| 2      | Đông Bolaang Mongondow | Tutuyan     |
| 3      | Minahasa               | Tondano     |
| 4      | Bắc Bolaang Mongondow  | Boroko      |
| 5      | Bắc Minahasa           | Airmadidi   |
| 6      | Quần đảo Sangihe       | Tahuna      |
| 7      | Quần đảo Sitaro        | Ondong      |
| 8      | Nam Bolaang Mongondow  | Boolang Uki |
| 9      | South Minahasa         | Amurang     |
| 10     | Đông Nam Minahasa      | Ratahan     |
| 11     | Quần đảo Talaud        | Melonguane  |
| Thứ tự | Thành phố              | Thành phố   |
| 1      | Bitung                 | Bitung      |
| 2      | Kotamobagu             | Kotamobagu  |
| 3      | Manado                 | Manado      |
| 4      | Tomohon                | Tomohon     |

### Quần đảo Maluku

#### Maluku
| Thứ tự | Huyện           | Thủ đô    |
| ------ | --------------- | --------- |
| 1      | Quần đảo Aru    | Dobo      |
| 2      | Buru            | Namlea    |
| 3      | Trung Maluku    | Masohi    |
| 4      | Đông Seram      | Bula      |
| 5      | Nam Buru        | Namrole   |
| 6      | Đông Nam Maluku | Tual      |
| 7      | Đông Nam Maluku | Tiakur    |
| 8      | Tây Seram       | Piru      |
| 9      | Tây Nam Maluku  | Saumlaki  |
| Thứ tự | Thành phố       | Thành phố |
| 1      | Ambon           | Ambon     |
| 2      | Tual            | Tual      |

#### Bắc Maluku
| Thứ tự | Huyện            | Thủ đô    |
| ------ | ---------------- | --------- |
| 1      | Trung Halmahera  | Weda      |
| 2      | ĐôngHalmahera    | Maba      |
| 3      | Quần đảoMorotai  | Daruba    |
| 4      | Bắc Halmahera    | Tobelo    |
| 5      | Nam Halmahera    | Labuha    |
| 6      | Quần đảo Sula    | Sanana    |
| 7      | Quần đảo Taliabu | Bobong    |
| 8      | Tây Halmahera    | Jailolo   |
| Thứ tự | Thành phố        | Thành phố |
| 1      | Ternate          | Ternate   |
| 2      | Quần đảo Tidore  | Soasiu    |

### Papua

#### Vùng đặc việtTây Papua
| No     | Huyện                              | Thủ đô                      |
| ------ | ---------------------------------- | --------------------------- |
| 1      | Fak-Fak                            | Fak-Fak                     |
| 2      | Kaimana                            | Kaimana ! Thứ tựKaimana     |
| 3      | Manokwari                          | Manokwari ! Thứ tựManokwari |
| 4      | Maybrat                            | Kumurkek                    |
| 5      | Raja Ampat                         | Waisai                      |
| 6      | Pegunungan Arfak (Arfak Mountains) | Anggi                       |
| 7      | Sorong                             | Aimas *                     |
| 8      | South Manokwari                    | Ransiki                     |
| 9      | South Sorong                       | Teminabuan                  |
| 10     | Tambrauw                           | Fef                         |
| 11     | Teluk Bintuni                      | Bintuni                     |
| 12     | Teluk Wondama                      | Rasiei                      |
| Thứ tự | Thành phố                          | Thành phố                   |
| 1      | Sorong ! Thứ tựSorong              | Sorong ! Thứ tựSorong       |

#### Vùng đặc biệtPapua
| Thứ tự | Huyện              | Thủ đô              |
| ------ | ------------------ | ------------------- |
| 1      | Asmat              | Agats               |
| 2      | Biak Numfor        | Biak                |
| 3      | Boven Digoel       | Tanahmerah          |
| 4      | Trung Mamberamo    | Kobakma             |
| 5      | Deiyai             | Tigi                |
| 6      | Dogiyai            | Kigamani            |
| 7      | Intan Jaya         | Sugapa              |
| 8      | Jayapura           | Sentani             |
| 9      | Jayawijaya         | Wamena              |
| 10     | Keerom             | Waris               |
| 11     | Lanny Jaya         | Tiom                |
| 12     | Mamberamo Raya     | Burmeso             |
| 13     | Mappi              | Kepi                |
| 14     | Merauke            | Merauke             |
| 15     | Mimika             | Timika              |
| 16     | Nabire             | Nabire              |
| 17     | Nduga              | Kenyam              |
| 18     | Paniai             | Enarotali           |
| 19     | Pegunungan Bintang | Oksibil             |
| 20     | Puncak             | Ilaga               |
| 21     | Puncak Jaya        | Kota Mulia          |
| 22     | Sarmi              | Sarmi ! Thứ tựSarmi |
| 23     | Supiori            | Sorendiweri         |
| 24     | Tolikara           | Karubaga            |
| 25     | Waropen            | Botawa              |
| 26     | Yahukimo           | Sumohai             |
| 27     | Yalimo             | Elelim              |
| 28     | Yapen Islands      | Serui               |
| Thứ tự | Thành phố          | Thành phố           |
| 1      | Jayapura           | Jayapura            |